# Tiroteo de Luby
El tiroteo del Luby, también conocido como la masacre del Luby, fue un tiroteo masivo que tuvo lugar el 16 de octubre de 1991 en una cafetería de Luby en Killeen, Texas. El autor, George Hennard, condujo su camioneta Ford Ranger por la ventana delantera del restaurante. Rápidamente disparó y mató a 23 personas e hirió a otras 27. Tuvo un breve tiroteo con la policía, rechazó sus órdenes de rendirse y se disparó a sí mismo. Clasificada en ese momento como el tiroteo en masa más letal de la historia de los Estados Unidos, Su número de muertos fue superado por el tiroteo de Virginia Tech en abril de 2007. A partir de 2018, este incidente se clasificó como el sexto tiroteo en Estados Unidos por un solo tirador.

## El tiroteo
El 16 de octubre de 1991, George Hennard, de 35 años, un hombre desempleado que había estado en la Marina Mercante, estrelló a propósito su camioneta pickup Ford Ranger en la ventana frontal de vidrio de una cafetería de Luby's en Killeen, Texas. Mientras algunos clientes iban a ayudar a Hennard (ya que en un principio se creía que había sido un accidente), este gritó: "¡Todas las mujeres de Killeen y Belton son víboras! ¡Esto es lo que nos hicieron a mí y a mi familia! Esto es lo que el Condado de Bell me hizo... ¡Este es el día de la venganza!" Luego salió de la furgoneta y abrió fuego contra los clientes y el personal con una pistola Glock 17 de 9 mm y una pistola Ruger P89 de 9 mm. Hennard disparó y mató a 23 personas, diez de ellas con un solo disparo en la cabeza e hirió a otras 27.
El 16 de octubre era el Día Nacional de los jefes, y la cafetería estaba inusualmente llena con alrededor de 150 personas. Al principio, los clientes pensaron que el choque de la camioneta había sido un accidente, pero Hennard comenzó a disparar a los clientes casi de inmediato. La primera víctima fue el veterinario Michael Griffith. Otro patrón, Tommy Vaughn, se lanzó a través de una ventana trasera, sufriendo heridas, pero creó una ruta de escape para él y para otros. Hennard volvió a cargar al menos tres veces antes de que llegara la policía y se involucró en un breve tiroteo con ellos. Herido, se retiró a un área entre los dos baños (los clientes se escondían en estos baños y habían bloqueado sus puertas). La policía le dijo repetidamente a Hennard que se rindiera, pero él se negó, primero diciendo que tenía rehenes, y en cuanto la policía respondió que no había nadie con él, Hennard gritó: "¡Qué os den! ¡Voy a matar a más gente!". La policía disparó a Hennard dos veces más en el abdomen. Al no tener más balas para el arma que ahora tenía y con lesiones que empeoraban, minutos más tarde, Hennard se suicidó disparándose en la cabeza.

### Posibles motivos
Hennard fue descrito como solitario y beligerante, con un temperamento explosivo. Había sido expulsado de la Marina Mercante por posesión de marihuana. Numerosos informes incluyeron relatos del odio expresado por Hennard hacia las mujeres. Un excompañero de su habitación dijo: "Odiaba a los negros, a los hispanos, a los homosexuales. Dijo que las mujeres eran serpientes y siempre tenían comentarios despectivos sobre ellas, especialmente después de peleas con su madre". Sobrevivientes de la cafetería dijeron que Hennard había pasado por alto Hombres para disparar a las mujeres. 14 de las 23 personas asesinadas eran mujeres, al igual que muchos de los heridos. Llamó a dos de ellas "perras" antes de dispararles.
Se cree que el tiroteo estuvo inspirado en la masacre del McDonald's de San Ysidro, debido a que días antes de la masacre, Hennard había visto un documental acerca de James Huberty, el perpetrador de dicha masacre. Se cree que, debido a su obsesivo pensamiento de que las mujeres del condado de Bell iban a por él y a por su familia, y que estaban conspirando para que ninguna se acercara a él, podría sufrir esquizofrenia de tipo paranoide, y que en "venganza" contra esas supuestas mujeres que les acosaban a él y a su familia llevase a cabo el tiroteo.

## Víctimas
Las víctimas del tiroteo están en la siguiente lista:
| Nombre                              | Edad | Residencia              |
| ----------------------------------- | ---- | ----------------------- |
| Patricia Carney                     | 57   | Belton                  |
| Jimmie Caruthers                    | 48   | Austin                  |
| Kriemhild Davis                     | 62   | Killeen                 |
| Steven Dody                         | 43   | Copperas Cove/Fort Hood |
| Alphonse "Al" Gratia                | 71   | Copperas Cove           |
| Ursula Gratia                       | 67   | Copperas Cove           |
| Debra Gray                          | 33   | Copperas Cove           |
| Michael Griffith                    | 48   | Copperas Cove           |
| Venice Henehan                      | 70   | Metz                    |
| Clodine Humphrey                    | 63   | Marlin                  |
| Sylvia King                         | 30   | Killeen                 |
| Zona Lynn                           | 45   | Marlin                  |
| Connie Peterson                     | 43   | Austin                  |
| Ruth Pujol                          | 55   | Copperas Cove           |
| Su-Zann Rashott                     | 36   | Copperas Cove           |
| John Romero, Jr.                    | 33   | Copperas Cove           |
| Thomas Simmons                      | 55   | Copperas Cove           |
| Glen Arval Spivey                   | 55   | Harker Heights          |
| Nancy Stansbury                     | 44   | Harker Heights          |
| Olgica Taylor                       | 45   | Waco                    |
| James Welsh                         | 75   | Waco                    |
| Lula Welsh                          | 64   | Waco                    |
| Iva Juanita Williams                | 64   | Temple                  |
| George Pierre Hennard (perpetrador) | 35   | Belton                  |

## Perpetrador
George Pierre Hennard nació el 15 de octubre de 1956 en Sayre, Pensilvania, hijo de un cirujano nacido en Suiza y un ama de casa. Tenía dos hermanos menores, el hermano Alan y la hermana Desiree. La familia de Hennard luego se mudó a Nuevo México, donde su padre trabajaba en el campo de misiles White Sands cerca de Las Cruces. Después de graduarse de Mayfield High School en 1974, se alistó en la Armada de los Estados Unidos y sirvió durante tres años, hasta que fue dado de alta honorablemente. Hennard más tarde trabajó como marinero mercante, pero fue despedido por consumo de drogas.
Al inicio de la investigación de la masacre, el jefe de policía de Killeen dijo que Hennard "tenía un problema evidente con las mujeres por alguna razón". Después de que sus padres se divorciaran en 1983, su padre se mudó a Houston y su madre a Henderson, Nevada. Las pistolas Glock 17 y Ruger P89 de 9 mm que usó Hennard se compraron entre febrero y marzo de 1991 en una tienda de armas en Henderson.
Hennard acechó a dos hermanas que vivían en su vecindario antes de la masacre. Les envió una carta, una de las cuales decía: "Por favor, dame la satisfacción de algún día reírme de todas esas víboras, en su mayoría blancas y traidoras, de esas dos ciudades [Killeen y Belton] que intentaron destruirme a mí y a mi familia". También escribió que estaba "realmente halagado al saber que tengo dos fanáticos adolescentes de groupie".

## Consecuencias
Un día después de la masacre se programó un proyecto de ley contra el crimen para su votación en la Cámara de Representantes de los Estados Unidos. Algunas de las víctimas de Hennard habían sido constituyentes del representante Chet Edwards y, en respuesta, abandonó su oposición a una disposición de control de armas que formaba parte del proyecto de ley. La disposición, que no fue aprobada, habría prohibido algunas armas y cargadores como los que usó Hennard.
La Asociación de Rifles del Estado de Texas y otros preferían que el estado permitiera a sus ciudadanos portar armas ocultas. La gobernadora demócrata Ann Richards vetó tales proyectos de ley, pero en 1995 su sucesor republicano, George W. Bush, firmó uno en vigor. Suzanna Hupp, quien estuvo presente en la masacre, hizo campaña por la ley; sus dos padres fueron asesinados por Hennard.  Más tarde, declaró que le habría gustado tener su arma, pero dijo: "Estaba a cien pies de distancia en mi auto". (Había temido que si la atrapaban llevándola podría perder su licencia de quiropráctico). Hupp testificó en todo el país en apoyo de las leyes de armas ocultas y fue elegido para la Cámara de Representantes de Texas en 1996. Un monumento de granito rosa se encuentra detrás del Centro Comunitario de Killeen con la fecha del evento y los nombres de los muertos.

## Sitio actual
El restaurante volvió a abrir cinco meses después de la masacre, pero cerró permanentemente el 9 de septiembre de 2000.
Desde aproximadamente 2007, un buffet chino-estadounidense llamado "Yank Sing" ocupa la ubicación.